# Reinmar Cunis
Reinmar Cunis (* 8. August 1933 in Bremen; † 16. April 1989) war ein deutscher Soziologe, Journalist und Autor von Science-Fiction-Romanen.

## Leben
Cunis absolvierte eine Banklehre, studierte anschließend in Berlin und Köln Soziologie, Psychologie und Wirtschaftswissenschaften. Er promovierte im Jahre 1964 mit einer Arbeit in Soziologie über künftige Militärverfassungen in demokratischen Industriestaaten und arbeitete beim NDR.
Mit 17 Jahren veröffentlichte er seine erste Kurzgeschichte und schrieb anschließend für Zeitungen und Zeitschriften. Im Jahre 1966 wurde sein erstes Hörbild Alpträume und Wunschbilder im NDR-Rundfunk ausgestrahlt. Cunis machte auch Fernsehreportagen zu wirtschafts- und sozialpolitischen Themen. Cunis war einige Jahre Projektgruppenleiter bei der Fernsehspielabteilung des Norddeutschen Rundfunks.
Sein erster Science-Fiction-Roman Livesendung erschien 1978. In ihm geht es um den Besuch eines Alien, der allerdings von der betriebsblinden Presse nicht wahrgenommen wird. Cunis' zweiter Roman Zeitsturm kam im Jahr 1979 heraus. Er befasst sich mit dem Thema Zeitreise mittels Drogen und ist vom Werk so unterschiedlicher Autoren wie Philip K. Dick und J. G. Ballard beeinflusst. Zu Cunis' Lieblingsthemen gehörten außersinnliche Wahrnehmungen, Teleportation, psychedelische Drogen, Psi-Phänomene und Leben nach dem Tod.
Für die Kurzgeschichte Polarlicht erhielt er 1986 den Kurd-Laßwitz-Preis.

## Werke
Romane
- Livesendung. Heyne, München 1978, ISBN 3-453-30503-5. Auch in: Das Auge des Phönix. Hrsg. von Wolfgang Jeschke. Heyne, München 1985, ISBN 3-453-31223-6.
- Zeitsturm. Heyne, München 1979, ISBN 3-453-30585-X.
- Der Mols-Zwischenfall. Heyne, München 1981, ISBN 3-453-30687-2.
- Wenn der Krebsbaum blüht. Heyne, München 1987, ISBN 3-453-00416-7.

Kurzgeschichtensammlung
- Ende eines Alltags. Heyne, München 1982, ISBN 3-453-30863-8.

Kurzgeschichten
- Fontanelle (1980)
- Prinzip der Gewaltlosigkeit (1980)
- Drei Wochen im September (1981)
- Krebs (1981)
- Vatersyndrom (1981)
- Würfelspiel (1981)
- Der Gott der Pest (1981)
- Paramat 4 (1982)
- Eine Geschichte, von der ich manchmal träume (1982)
- Ogun für einen Weißen (1982)
- Ein Fall für den Knopfgießer (1982)
- Freischicht (1982)
- Hanni Bojens (1982)
- Pelargonium mentale (1982)
- Sohn um Sohn (1982)
- Biocon (1983)
- Schrei Freiheit Schrei (1983)
- Der Augenblick zum Kriege (1984)
- Der Kanzerpatenaufstand (1984)
- Chopin (1984)
- Einen Herzschlag lang (1984)
- Unberechenbar (1985)
- Polarlicht (1985)
- Jupiter (1985)
- Vryheit do ik ju openbar (1986)
- Heinrich Odenheimers Einführung in die Allgemeine Dilatationstheorie (1988)
- Testosteron (1989)
- Burt Lancasters allerletzte Rolle (1989)